# Azalok

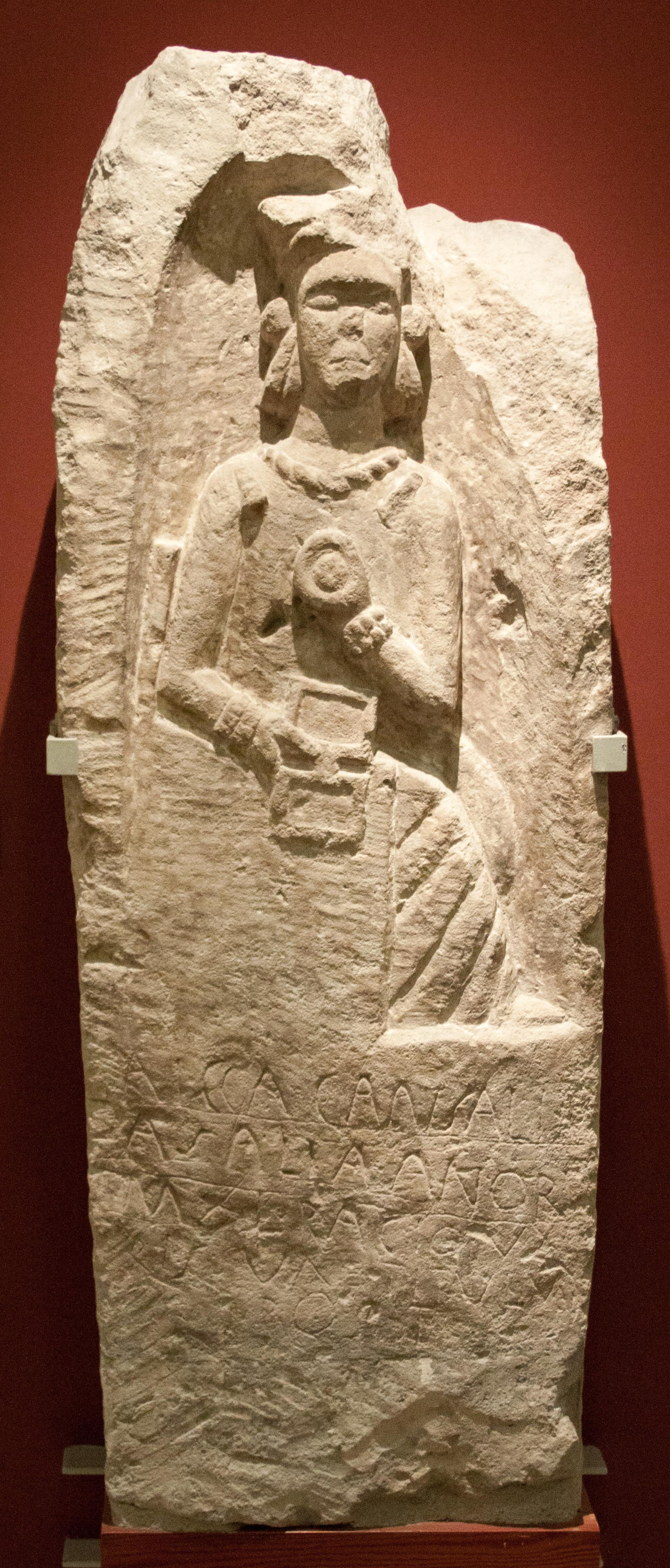
Aicca nevű azal nő római kori sírköve Sárisápról

Az azalok vagy azaliak (latinul azalus, azali) ókori pannoniai néptörzs tagjai voltak, akik Ptolemaiosz Klaudiosz szerint Felső-Pannonia legészakibb részén laktak. Nyugati szomszédaik a boiok (boii) voltak, északkeleten a cydnusok (cytni), akiket Ptolemaiosz még szintén Felső-Pannoniába sorolt. A másik keleti szomszédnép, az ezektől délre lakó eraviszkuszok (eravisci) Alsó-Pannoniához tartoztak, délen a Balatonnál az ózok (ozoni) éltek.

## Nyelv és kultúra
Az azalok a Dráva-Száva-közén élő pannonokhoz hasonlóan olyan illír származású nép lehetett, akik az i. e. 1. század körül a keltákkal keveredtek és átvették azok szokásait, kultúráját. Illír nyelvüket azonban még a római hódítás korában is őrizték, amit a mai Esztergom területén előkerült római feliratok mutatnak. Az azalok törzsi székhelye a mai Esztergom (a római kori Solva) volt.

## A törzs a római uralom alatt
Az azalus név az illetőségi hely megjelölésére előfordul két, az előbb leírt települési területen előkerült katonai diplomán, a kor szokása ugyanis az volt, hogy a barbár katonák, miután a segédcsapatokban a 25 évet leszolgálták, legszívesebben szülőföldjükön telepedtek le. Az egyik diploma a mai Öskü területéről, 154-ből való, s tulajdonosa Ursio volt. A másik diploma a mai Aszáron került elő, 148-ban kelt, és Attae Nivionis nevére szólt.
Hogy az azalok a többi pannoniai törzs példájára szintén civitast (törzsi területet) alkottak, kitűnik egy fermói (Olaszország) feliratból: 
L. Volcacio Q. f. Vel(ina) Primo, prae(fecto) coh(ortis) I Noicor(um) in Pann(onia), praef(ecto) ripae Danuvi et civitatium duar(um) Boior(um) ez Azalior(um), trib(uno) milit(um) leg(ionis) V. Macedonicae…
Eszerint a boiok és az azalok szomszédos civitasai a Dunaparttal együtt egy praectusnak (rendkívüli biztosnak) voltak alárendelve. Természetesen ez az állapot csak addig tartott, amíg a civitas területén valamely község városi rangot nem nyert.